# Estação Cinelândia / Centro
Cinelândia / Centro é uma estação do metrô do Rio de Janeiro. Está localizada na Praça Floriano, no centro da cidade.
Desde o início do século XX, com a inauguração de diversos cinemas em seu entorno, a Praça Floriano é popularmente conhecida como Cinelândia.
Uma das primeiras estações do sistema, inaugurada em 1979, a Estação Cinelândia / Centro recebe um fluxo diário de 50 mil pessoas.
Desde 2016, com a inauguração do VLT Carioca, é possível a transferência entre o metrô e os bondes, facilitando o acesso ao Aeroporto Santos Dumont e ao Terminal Rodoviário Novo Rio.
Em agosto de 2022, a estação foi renomeada de "Cinelândia" para "Cinelândia / Centro", ocasião em que as estações ganharam sufixos com os nomes dos bairros em que se localizam.
Possui seis acessos: 
- Acesso A - Theatro Municipal
- Acesso B - Rio Branco
- Acesso C - Pedro Lessa
- Acesso D - Passeio
- Acesso E - Presidente Wilson
- Acesso F - Santa Luzia

## Tabelas
| Sigla | Estação    | Inauguração | Capacidade                   | Integração           | Plataformas | Posição     | Notas |
| ----- | ---------- | ----------- | ---------------------------- | -------------------- | ----------- | ----------- | ----- |
| CNL   | Cinelândia | 1979        | 50 mil passageiros hora/pico | Integração com o VLT | Central     | Subterrânea |       |